# Massemidtpunkt
Massemidtpunktet betegner det punkt på et objekt, hvor dets masse er centreret. Massemidtpunktet er altså en gennemsnitlig placering og ikke nødvendigvis dér, hvor massetætheden er størst - der behøver faktisk ikke være masse i punktet overhovedet (se illustrationen til højre).
Massemidtpunkt er relevant, når man ønsker at beskrive et objekts bevægelse som helhed uden at beskrive de enkelte partikler; massemidtpunktet bevæger sig nemlig på samme måde som et objekt uden volumen overhovedet, mens alle andre punktet i objektet bevæger sig i mere komplicerede mønstre. Et eksempel på dette kan ses ved at kaste noget aflangt som en blyant. Foregår dette tæt på jordoverfladen, og påvirkes genstanden ikke af andre kræfter, såsom luftmodstand, vil massemidtpunktet følge en parabel-formet bue, mens enderne vil rotere i bevægelsen og lave i løkker på parablen.
I et ensformigt tyngdefelt, dvs. hvor tyngdekraften er lige stor overalt, vil massemidtpunktet have samme placering som tyngdepunktet.
For et gravitationelt system af to eller flere legemer i kredsløb om hinanden, kaldes massemidtpunktet for et barycentrum.

## Beregning af massemidtpunktet
Beregningen af massemidtpunktet svarer til at se på alle de partikler legemet består af. I praksis vil det ofte være meget enklere, idet mange legemer kan opdeles i mindre geometriske figurer, som er simple at bestemme massemidtpunktet af. Er dette tilfældet, svarer partiklerne, som vi regner med ikke til de enkelte molekyler, men massemidtpunktet af de enkelte geometriske figurer. Stedvektoren for massemidtpunktet kan bestemmes ved formlen:
{\displaystyle \mathbf {R} ={\frac {1}{M}}\sum _{i=1}^{n}m_{i}\mathbf {r} _{i}}
hvor
{\displaystyle n} er antallet af partikler
{\displaystyle m_{i}} er massen af den enkelte partikel
{\displaystyle \mathbf {r} _{i}}  er stedvektoren for den enkelte partikel
{\displaystyle M} er den samlede masse af partiklerne, altså {\displaystyle M=\sum _{i=1}^{n}m_{i}}
I det kontinuere tilfælde bliver summen et integrale
{\displaystyle \mathbf {R} ={\frac {1}{M}}\int \mathbf {r} \mathrm {d} m}
over alle masseelementer {\displaystyle \mathrm {d} m}.

## Historie
Teorien for massemidtpunkter blev udviklet af Archimedes og blev beskrevet i afhandlingerne "Om ligevægt og vægtstænger" (ikke bevaret) og i "Om plane figurers ligevægt I og II". I disse afhandlinger udvikler Archimedes en rent matematisk teori som geometrisk svarer til det der i matematik kaldes affin geometri. Han starter sin teori med følgende 7 postulater.
1. Lige store vægte i lige store afstande er i ligevægt, og lige store vægte i forskellige afstande er ikke i ligevægt, men vil dreje mod den vægt, som er i størst afstand.
2. Hvis vægte er i ligevægt i bestemte afstande og noget tilføjes til den ene af vægtene, så vil de ikke længere være i ligevægt, men vil dreje mod den vægt, hvor noget er tilføjet.
3. Tilsvarende gælder, at hvis noget fjernes fra en af vægtene, så vil de ikke være i ligevægt, men vil dreje mod den vægt, hvor intet er fjernet.
4. Når ens plane figurer stemmer over ens, så vil deres massemidtpunkter også stemme overens.
5. I figurer som er forskellige men ligedannede vil massemidtpunkterne være tilsvarende placeret. Med at punkterne er tilsvarende placeret i ligedannede figurer mener jeg at punkter således at hvis rette linjer tegnes mellem dem og tilsvarende hjørner, så vil de have de samme vinkler med de tilsvarende sider.
6. Hvis størrelser i bestemte afstande er i ligevægt, så vil (andre) størrelser magen til dem være i ligevægt i de samme afstande.
7. I enhver figur, hvis perimeter er konkav i en og samme retning, vil massemidtpunktet ligge inden for figuren.

Det er først med fremkomsten af den almene relativitetsteori at fysikere begynder at beskæftige sig med krumme rum, hvor begrebet massemidtpunkt ikke altid kan defineres.